# 루스 네가
루스 네가(Ruth Negga, 1982년 1월 7일 ~ )는 아일랜드의 배우이다.

## 출연 작품
- 2016년 워크래프트: 전쟁의 서막 - 티리아 린 왕비 역
- 2019년 애드 아스트라 - 헬렌 란토스 역
- 2021년 패싱 - 클레어 역